# 撫順襲撃事件

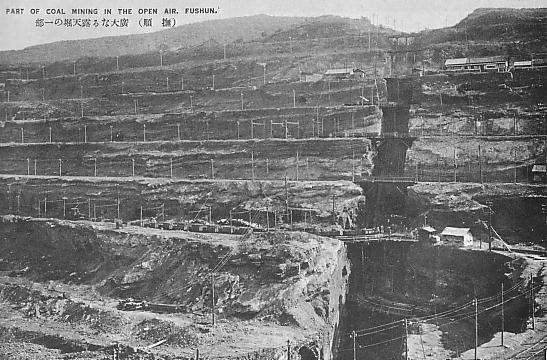
満州国時代の撫順炭鉱

撫順襲撃事件（ぶじゅんしゅうげきじけん）とは、1932年9月15日に起きた満洲国撫順市の撫順炭鉱を狙った反満抗日ゲリラ「遼寧民衆自衛軍（当時の日本側は匪賊・紅槍会・大刀会と報じている。）」による襲撃事件である。日本人5名が殺害され、放火により社宅や炭鉱施設が大きな被害を受けた。
楊柏堡事件、撫順炭鉱襲撃事件とも呼称される。

## 概要

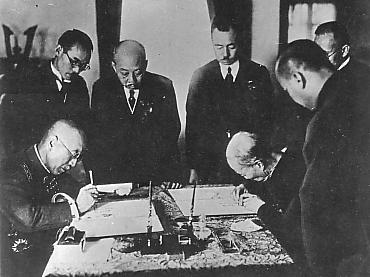
日満議定書締結式（1932年9月15日）

1932年9月15日、日満議定書が締結され日本国は満州国を承認した。締結日の払暁から16日未明にかけて銃、槍、太刀で武装した匪賊。の大軍が撫順炭鉱の楊柏堡、東郷、東が岡などの採炭所を襲撃、施設に火を放ち、日本人5人が殺害された。事件では匪賊が楊柏堡採炭所の撫順医院看護手濱口友七郎や龍鳳採炭所職員の家族土田慎一郎は銃声とともに匪賊の「ヤー、ヤー」「ホイホイ、ホイホイ」などの叫び声を聞いている。炭鉱事務所や社宅は匪賊によって焼き払われた。殺害された犠牲者は目を繰り抜かれ、耳、鼻をそぎ落とされていたため、本人確認が困難であった。

## 事件の影響

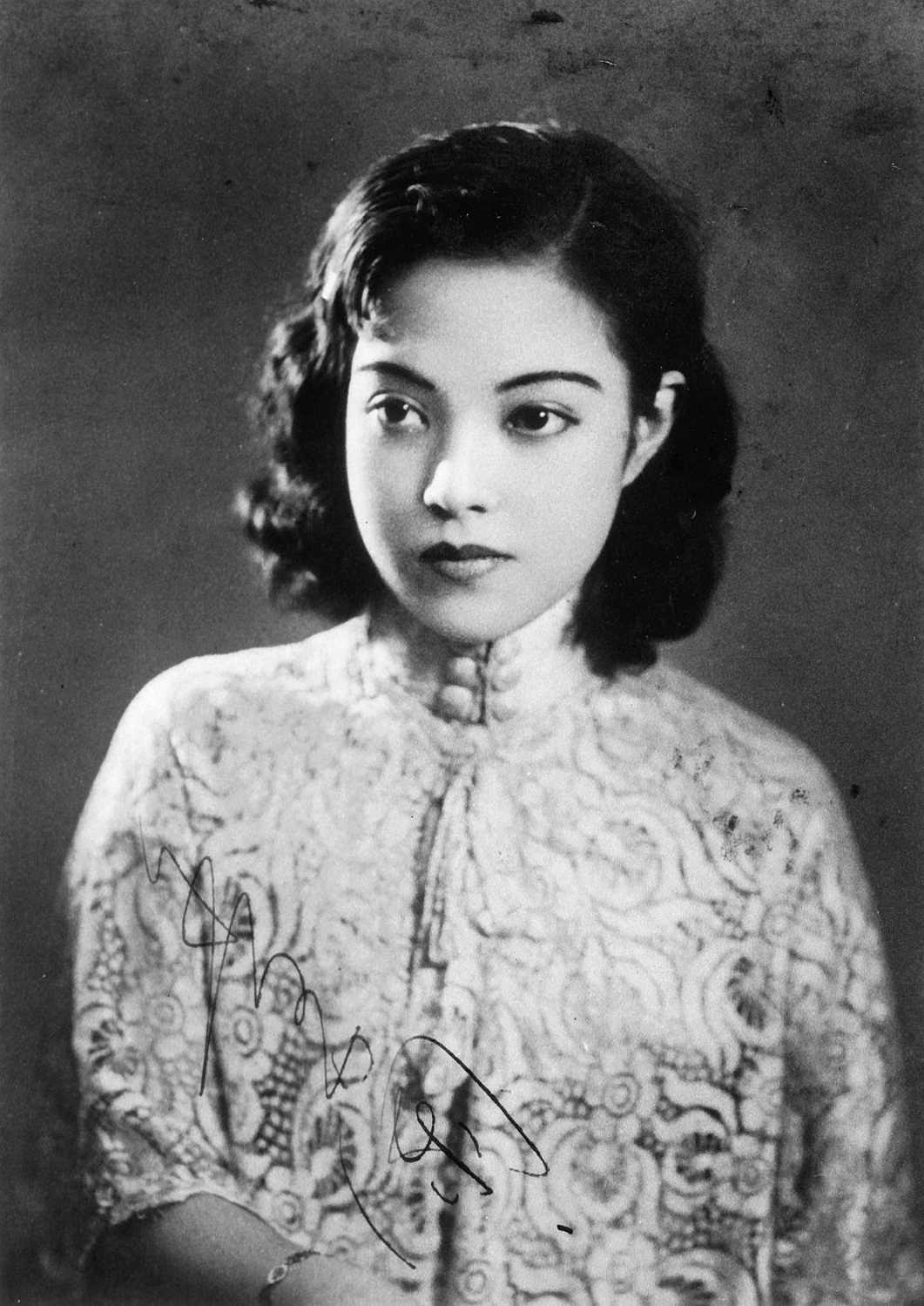
李香蘭（1933年頃）

9月16日、撫順守備隊が報復に、ゲリラが通過したと見られる近隣の集落の住民を多数殺害した（平頂山事件)。
なお、この撫順炭鉱襲撃事件では李香蘭（山口淑子）の父に通敵の嫌疑がかけられ、容疑は晴れたものの、これを契機に李香蘭一家は奉天に移住することになった。